# Gentoku
Gentoku (japanisch 元徳) ist eine japanische Ära (Nengō), die nach dem gregorianischen Kalender zwei voneinander abweichende Zeitspannen umfasst. Von der Gentoku-Ära an wird die kaiserliche Erblinie von zwei Kaisern beansprucht. Bis zur endgültigen Auftrennung in einen Nord- und einen Südhof in der Namboku-chō-Zeit, die auf die Kamakura-Zeit folgt, ist Gentoku für beide Höfe die Ärabezeichnung, die Zeitdauer der Ära für den entstehenden Nord- und den Südhof unterscheiden sich jedoch. Die Ära Gentoku beginnt für beide Höfe im September 1329. Für den Nordhof, in dem auf Kaiser Go-Daigo Tennō Kōgon folgte, dauerte die Ära bis Mai 1332. Im Südhof, in dem Go-Daigo Tennō blieb, dauerte die Ära bis September 1331. Der vorhergehende Äraname ist Karyaku, die nachfolgende Ära im Südhof heißt Genkō, der Nordhof wählt als Ärabezeichnung Shōkyō.
Der erste Tag der Gentoku-Ära entspricht dem 22. September 1329, der letzte Tag für den Nordhof war der 22. Mai 1332, der letzte Tag für den Südhof war der 10. September 1331. Die Gentoku-Ära dauerte für den Nordhof vier Jahre oder 974 Tage, für den Südhof drei Jahre oder 719 Tage.

## Ereignisse
- 1331 Genkō-Krieg, vorübergehender Sieg Go-Daigos über das Kamakura-Shōgunat